# Ахтырский комбинат хлебопродуктов
Ахтырский комбинат хлебопродуктов (укр. Охтирський комбінат хлібопродуктів) — предприятие пищевой промышленности в городе Ахтырка Сумской области.

## История
Комбинат был создан в 1967 году на базе ранее действовавшего мельничного завода № 7. После того, как в 1974 году в состав комбината вошли кукурузный завод и заготзерно, Ахтырский комбинат хлебопродуктов вошёл в число крупнейших предприятий города.
После провозглашения независимости Украины комбинат перешёл в ведение министерства сельского хозяйства и продовольствия Украины.
В марте 1995 года Верховная Рада Украины внесла комбинат в перечень предприятий, приватизация которых запрещена в связи с их общегосударственным значением.
После создания в августе 1996 года государственной акционерной компании "Хлеб Украины" комбинат стал дочерним предприятием ГАК "Хлеб Украины".
Начавшийся в 2008 году экономический кризис осложнил положение предприятий агропромышленного комплекса, в мае 2008 года хлебная база № 82 (в г. Ворожба Белопольского района Сумской области) была включена в состав КХП.
В марте 2011 года комбинат стал одним из трёх предприятий системы государственных резервов Украины, получивших разрешение на помол зерна из государственных резервов в муку для изготовления социальных сортов хлеба и хлебобулочных изделий.
В марте 2015 года КХП был включён в перечень предприятий, имеющих стратегическое значение для экономики и безопасности Украины.
В 2017 году на Ахтырском комбинате хлебопродуктов были установлены сепаратор БСХ-100 для повышения качества очистки зерна и новый термоприбор для определения влажности состояния зерна, хранящегося в элеваторе.

## Современное состояние
Комбинат входит в систему предприятий Государственного агентства резерва Украины и является одним из мест хранения государственных запасов зерновых культур.
Основными функциями предприятия являются хранение и переработка зерна, производство муки, крупы, макаронных изделий и комбикорма.
В состав предприятия входят мельница, элеватор, комбикормовый цех, калибровочный цех (по калибровке семян), крупяной цех, фасовочный цех, мини-пекарня по выпечке хлеба и магазин.